# السفارة السعودية في طوكيو
سفارة السعودية في طوكيو هي البعثة الدبلوماسية السعودية في اليابان، وتقع السفارة في العاصمة طوكيو. ويترأسها نايف الفهادي.

## السفراء
|  | الاسم               | الفترة                    |
|  | ------------------- | ------------------------- |
|  | أسعد الفقيه         | يناير 1958 – مارس 1958    |
|  | محمد شرارة          | مارس 1958 – ديسمبر 1960   |
|  | أحمد عبد الجبار     | ديسمبر 1960 – نوفمبر 1963 |
|  | ناصر المنقور        | نوفمبر 1964 – نوفمبر 1968 |
|  | عوني ديجاني         | نوفمبر 1969 – يوليو 1975  |
|  | زين الدباغ          | يوليو 1976 – مارس 1983    |
|  | فوزي شبكشي          | نوفمبر 1983 – ديسمبر 1996 |
|  | محمد بشير كردي      | نوفمبر 1998 – يوليو 2001  |
|  | فيصل حسن طراد       | نوفمبر 2004 – يوليو 2009  |
|  | عبد العزيز تركستاني | 2009 – 2015               |
|  | أحمد البراك         | 2015 – 2018               |
|  | نايف الفهادي        | فبراير 2019 – الآن        |